# Alfabeto łacinka

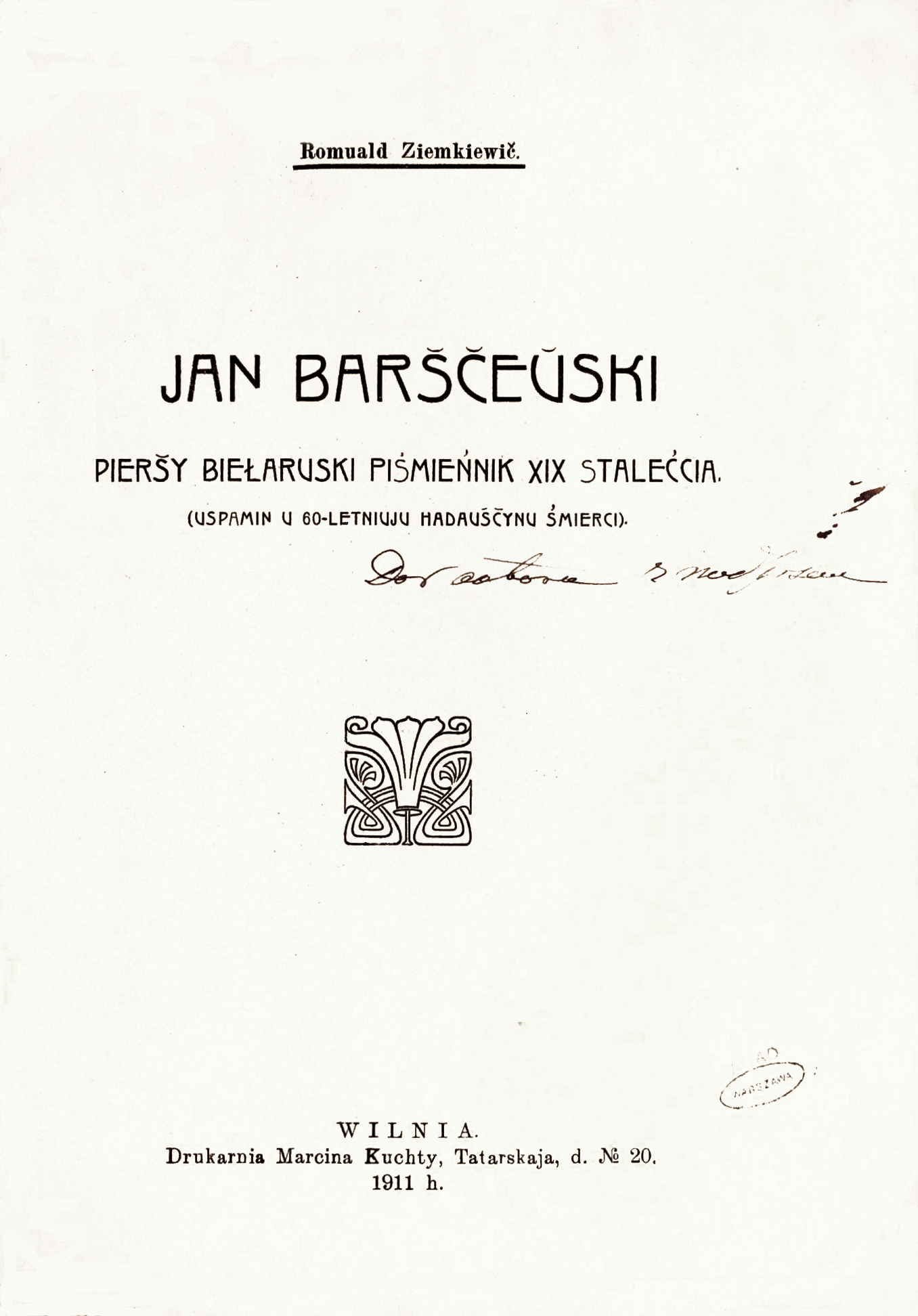
Libro de Jan Barszczewski (Jan Barščeŭski) escrito empleando el alfabeto łacinka, publicado en Vilna en 1911

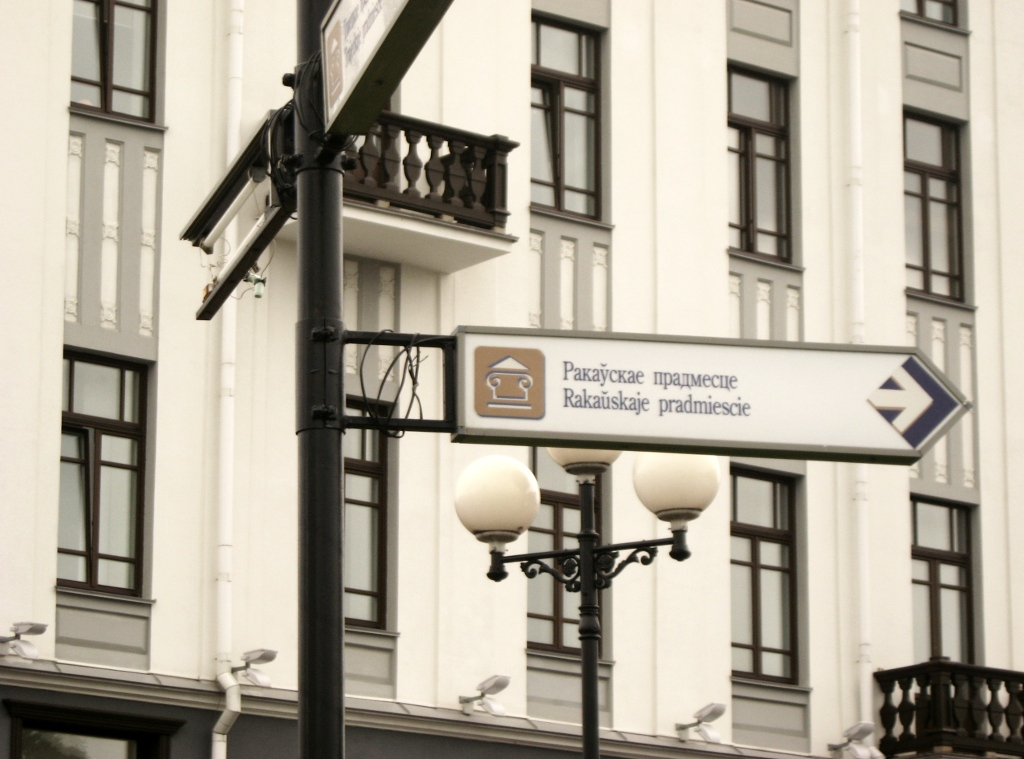
Placa en Minsk (Bielorrusia) en los alfabetos cirílico y latino (łacinka).

El alfabeto łacinka es una variante del alfabeto latino que se utilizaba para escribir el idioma bielorruso. Los primeros textos que utilizaban el alfabeto łacinka aparecieron en el siglo XVI. Su uso oficial concluyó con la creación de la Unión Soviética en 1922; al final de la Segunda Guerra Mundial era prácticamente inexistente.
Tras la caída de la Unión Soviética y la independencia de Bielorrusia algunos grupos han defendido la revitalización del alfabeto łacinka, pero en la actualidad muy pocos lo hacen.
El alfabeto łacinka está relacionado con los actuales alfabetos polaco y lituano, siendo su rasgo más notable la letra Ŭ (U breve), que no se encuentra en ninguno de los otros dos alfabetos (aunque se utiliza en esperanto).
El alfabeto łacinka es el siguiente:

A/a, B/b, C/c, Ć/ć, Č/č, D/d, Dz/dz, Dź/dź, Dž/dž, E/e, F/f, G/g, H/h, Ch/ch, I/i, J/j, K/k, L/l, Ł/ł, M/m, N/n, Ń/ń, O/o, P/p, R/r, S/s, Ś/ś, Š/š, T/t, U/u, Ŭ/ŭ, V/v, Y/y, Z/z, Ź/ź, Ž/ž
| Łacinka | Cirílico | IPA     |
| ------- | -------- | ------- |
| A a     | А а      | /a/     |
| B b     | Б б      | /b/     |
| C c     | Ц ц      | /ts/    |
| Ć ć     | Ць ць*   | /tɕ/    |
| Č č     | Ч ч      | /tʂ/    |
| D d     | Д д      | /d/     |
| DZ dz   | Дз дз    | /dz/    |
| DŹ dź   | Дзь дзь* | /dʑ/    |
| DŽ dž   | Дж дж    | /dʐ/    |
| E e     | Э э      | /ɛ/     |
| F f     | Ф ф      | /f/     |
| G g     | (Ґ ґ)    | /ɡ ~ ɟ/ |

| Łacinka | Cirílico | IPA       |
| ------- | -------- | --------- |
| H h     | Г г      | /ɣ ~ ʝ/   |
| CH ch   | Х х      | /x ~ ç/   |
| I i     | І і*     | /i/, /ʲi/ |
| J j     | Й й, ь*  | /j/       |
| K k     | К к      | /k ~ c/   |
| L l     | Ль ль*   | /ʎ/       |
| Ł ł     | Л л      | /l/       |
| M m     | М м      | /m/       |
| N n     | Н н      | /n/       |
| Ń ń     | Нь нь*   | /ɲ/       |
| O o     | О о      | /ɔ/       |
| P p     | П п      | /p/       |

| Łacinka | Cirílico | IPA      |
| ------- | -------- | -------- |
| R r     | Р р      | /r/      |
| S s     | С с      | /s/      |
| Ś ś     | Сь сь*   | /ɕ/      |
| Š š     | Ш ш      | /ʂ/      |
| T t     | Т т      | /t/      |
| U u     | У у      | /u/      |
| Ŭ ŭ     | Ў ў      | /u̯/, /w/ |
| V v     | В в      | /v/      |
| Y y     | Ы ы      | /ɨ/      |
| Z z     | З з      | /z/      |
| Ź ź     | Зь зь*   | /ʑ/      |
| Ž ž     | Ж ж      | /ʐ/      |

- Wikimedia Commons alberga una categoría multimedia sobre Alfabeto łacinka.